# Herbita bendiata
Herbita bendiata är en fjärilsart som beskrevs av Achille Guenée 1858. Herbita bendiata ingår i släktet Herbita och familjen mätare. Inga underarter finns listade i Catalogue of Life.